# Wilhelmsbach (Michelbach)
Der Wilhelmsbach ist ein fast 6 km langer Bach im Gemeindegebiet von Obersulm im Landkreis Heilbronn im nördlichen Baden-Württemberg, der nach einem insgesamt etwa nordnordwestlichen Lauf zwischen den Dörfern Eschenau und Affaltrach der Gemeinde von links in den unteren Michelbach mündet, dessen Oberlauf bis zur Mündung er nach Quellhöhe und Länge sowie Einzugsgebiet deutlich übertrifft.

## Geographie

### Verlauf
Der Wilhelmsbach entspringt auf etwa 440 m ü. NHN dem Heiligenbrunnen  im Gewann Klank des großen Höhenwaldgebietes östlich und südöstlich des Dorfes Eichelberg der Gemeinde Obersulm etwa 1,8 km ostsüdöstlich der Ortsmitte. Der junge Bach fließt anfangs sehr steil nördlich in einer Klinge und wendet sich dann mit Schwankungen auf mehr und mehr westlichen Lauf durch Klank und dann den Kommenturwald. Der Bach ist dort 1–3 m breit, fällt örtlich über Sinterstufen, seine Sohle hat meist sandiges Sediment. Stellenweise hat er Zufluss aus Sickerquellen auch am Hang, teilweise zieht der Bach in Schlingen durch einen sumpfigen Talgrund.
Nach fast anderthalb Kilometern im Wald verlässt er diesen auf inzwischen noch etwa 310 m ü. NHN unter dem Friedrichshof auf dem rechten Hang. Von links läuft hier der einzige größere, etwa 0,5 km lange Waldbach von Südwesten her zu. Sein nunmehr offenes, westwärts laufendes Tal bis zum Eintritt ins Siedlungsgebiet Eichelbergs hinein, dessen erste Häuser sogar schon nach weniger als 200 Metern rechts den Bach säumen, heißt Wasserklinge.
Dort mündet, von links und zuletzt Südsüdwesten her, nach inzwischen 1,8 km ab der Heiligenquelle, der Hundsbergbach, der dort eine Spur länger ist als der Wilhelmsbach, aber etwas weniger zu dessen Einzugsgebiet beiträgt als dessen eigener Oberlauf bis dorthin. Es ist der größte Zufluss des Wilhelmsbachs, nach welchem dieser sich auf nunmehr etwa nordwärtigen Lauf kehrt.
In kleinen Schlingen und begleitet von einer zuweilen unterbrochenen Baumgalerie fließt der Bach meist am rechten Rand von seiner nun recht breiter, beackerter Talsohle, Weinberge bedecken nun die Hänge des Tals, links die des meist um 250 m ü. NHN hohen Weilerbergs, rechts die um 350 m ü. NHN hohen des Hundsbergs (!). An diesem laufen wenige Gewässerrinnen aus den rebflurbereinigten Flächen herab, davon zeigt nur die Rohrklinge eine Seitentalbildung.
Zwischen den Weinhängen Paradies rechts und Galgenberg links  durchläuft der Wilhelmsbach den etwas über einen Hektar großen Dauersee im Hochwasserrückhaltebecken Wilhelmsbach. Danach fällt der links begleitende Hügelrücken zu einer flachen Ebene ab, die Rebflur endet auf dieser Seite und der Bach hält sich weiterhin näher am Fuß des rechten Bergrückens, bis westlich der Höhenkuppe Ammertsberges, wo er den Rand des nordwärts liegenden Obersulmer Ortes Eschenau erreicht.
Von dort an fließt er in wenig ausgeprägter Talmulde nach Nordwesten und trennt dabei einen neueren Siedlungsteil Eschenaus in den Bildäckern vom alten Ortskern rechts. Innerörtlich ist er meist verdolt. Durch ein Obstwiesengelände verlässt er Eschenau wieder und passiert zunächst ein neueres Siedlungsgebiet von Affaltrach in den Kappelwiesen linksseits. Schließlich fließt er an der Eschanauer Kläranlage von links und Südwesten auf wenig unter 206,1 m ü. NHN in den dort erst 3,0 km langen Michelbach ein.
Der Wilhelmsbach mündet nach 5,7 km langem Lauf mit mittlerem Sohlgefälle von 41 ‰ etwa 234 Höhenmeter unterhalb der Heiligenquelle. Er übertrifft den Oberlauf des Michelbachs bis zu seiner Zumündung in der Länge, dem beigetragenen Einzugsgebiet und der Quellhöhe.

### Einzugsgebiet
Der Wilhelmsbach hat ein 4,7 km² großes Einzugsgebiet, das naturräumlich gesehen den nördlichen Schwäbisch-Fränkischen Waldbergen angehört, mit Anteilen an drei verschiedenen Unterräumen von diesen: sein Südsüdostteil mit dem Oberlauf des Wilhelmsbach und dem Lauf des Hundsbergbachs bis nach Eichelberg hinein gehört zum Hinteren Mainhardter Wald, der Nordnordostteil um den mittleren und unteren Wilhelmsbach zum Weinsberger Tal; dazwischen an der Fuge gehört ein sehr kleiner Zwickel rechts des Bachlaufs beim Friedrichshof zum Vorderen Mainhardter Wald. Sein höchster Punkt an der Südsüdostecke im Gräfischen Bergle erreicht eine Höhe von 506,5 m ü. NHN.
Reihum grenzen die Einzugsgebiete der folgenden Nachbargewässer an:
- im Nordosten liegt das Einzugsgebiet des Sulm-Oberlaufs;
- im Osten liegt das Quellgebiet des Gabelbachs, eines Brettach-Zuflusses;
- im Südosten grenzt kurz das Quellgebiet eines Oberlaufs des Bernbachs an, der weiter oben die Brettach speist;
- im Süden ist der Nonnenbach der Konkurrent hinter der Wasserscheide, der längere linke Oberlauf des Schlierbachs;
- im Westen ist der Schlierbach selbst der nächste Konkurrent, der wie der Michelbach in die Sulm mündet.

Da der Brettach-Abfluss den Neckar über den Kocher erreicht, ist der östliche und südöstliche hydrologisch gesehen der bedeutendste Abschnitt der Gesamtwasserscheide; dort finden sich auch ihre höchsten Erhebungen.
Siedlungsplätze sind der Friedrichshof rechts über dem oberen Tal, das Dorf Eichelberg am Zusammenfluss von Wilhelmsbach und Hundsbergbach sowie jeweils ein Teil der mündungsnahen Dörfer Eschenau, der durchquert wird bzw. des Dorfes Affaltrach, das nahe passiert wird. Diese alle gehören zur Gemeinde Obersulm. Der Weiler Altenhau der Kleinstadt Löwenstein liegt an der südwestlichen Wasserscheide links über dem Tal des Hundsbergbachs, mit nur wenigen Gebäuden aus neuerer Zeit diesseits der Scheide.

### Zuflüsse und Seen
Liste der Zuflüsse und  Seen von der Quelle zur Mündung. Gewässerlänge, Seefläche, Einzugsgebiet und Höhe nach den entsprechenden Layern auf der Onlinekarte der LUBW. Andere Quellen für die Angaben sind vermerkt.
Quelle des Wilhelmsbachs ist der Heiligenbrunnen auf etwa 440 m ü. NHN etwa 1,3 km südöstlich von Obersulm-Friedrichshof im Wald nahe dem Burgstall (?) Altes Schloss.
- (Bach von nahe der Riedbühlwiese), von links und Ostsüdosten auf etwa 310 m ü. NHN am Austritt des Wilhelmsbachs aus dem Kommenturwald in die offene Wasserklinge zu Füßen von Friedrichshof, ca. 0,5 km[LUBW 7] und unter 0,3 km².[LUBW 8] Entsteht auf etwa 365 m ü. NHN an einem Waldweg südlich der Lichtung Riedbühlwiese.
- Hundsbergbach, von links und zuletzt Südsüdwesten auf etwa 291 m ü. NHN in Obersulm-Eichelberg, 1,8 km und 1,1 km². Entsteht auf etwa 385 m ü. NHN östlich von Löwenstein-Reisach im Wald Klank. Fließt, schon bald außerhalb des Waldes, anfangs etwa westnordwestlich und schwenkt dann um 90° nach rechts.
Der Wilhelmsbach ist bis zu diesem Zufluss wenige Meter kürzer als dieser Zufluss, hat aber schon ein 1,4 km²[LUBW 3] großes Teileinzugsgebiet akkumuliert.
- (Graben aus der Rohrklinge), von rechts und Ostsüdosten auf etwa 260 m ü. NHN unter dem Höhenwald Langer Schlag, ca. 0,4 km[LUBW 7] und ca. 0,2 km².[LUBW 8] Entsteht auf etwa 330 m ü. NHN nördlich von Friedrichshof. Am Oberlauf Weinberggraben in natürlicher Mulde, am Unterlauf anscheinend verdolt.
- Durchfließt auf etwas unter 239,3 m ü. NHN[LUBW 1] den dauerangestauten See im Rückhaltebecken Wilhelmsbach etwa 0,7 km südlich der Ortsgrenze von Eschenau und westlich unter dem Paradies, 1,2 ha.

Mündung des Wilhelmsbach von links und zuletzt Südwesten auf knapp 206,1 m ü. NHN unmittelbar nach der Kläranlage nach Eschenau. Der Bach ist 5,7 km lang und hat ein 4,7 km² großes Einzugsgebiet, mit beiden und seiner Quellhöhe übertrifft er den Oberlauf des Michelbachs bis zu seinem Zufluss, der nur 3,0 km lang ist und erst ein Teileinzugsgebiet von 2,6 km² akkumuliert hat.

#### Rückhaltebecken
Etwa einen halben Kilometer südlich der Siedlungsgrenze von Eschenau und unter dem Paradies, dem Abhang eines Westsporns der Waldhochebene im Osten, ist der Wilhelmsbach im vom Wasserverband Sulm betriebenen  Hochwasserrückhaltebecken Wilhelmsbach ⊙ dauerhaft angestaut. Hinter einem 11,9 m hohen Erddamm liegt gewöhnlich ein 1,2 ha großer See mit einem Volumen von 18.000 m³, der auch als Fischteich dient. Im Falle hohen Durchflusses im Wilhelmsbach kann das Becken weitere 234.000 m³ zurückhalten, die danach gesteuert abgelassen werden.

## Geologie
Das Einzugsgebiet des Wilhelmsbachs liegt geologisch gesehen zur Gänze im Mittelkeuper. Dessen höchste auftretende Schicht ist der Stubensandstein (Löwenstein-Formation), der nur in der Südostecke des Einzugsgebietes im Waldgebiet südöstlich von Friedrichshof und Eichelberg auftritt. Gerade noch darin entspringt der Wilhelmsbach dem Heiligenbrunnen wie auch der wenig kleinere linke Zufluss Hundsbergbach. Diese graben sich auf anfänglich nordwestlichem, dann westlichem Lauf mit keupertypischer Klingen in die nacheinander darunter liegenden Oberen Bunten Mergel (Mainhardt-Formation), den Kieselsandstein (Hassberge-Formation) und die Unteren Bunten Mergel (Steigerwald-Formation). Das Dorf Eichelberg, wo beide Bachzweige sich vereinen, steht dann schon größtenteils auf dem Schilfsandstein (Stuttgart-Formation). Nach dem Ort wechselt der Wilhelmsbach auf etwa nördlichen Lauf durch den Gipskeuper (Grabfeld-Formation), in dessen Höhenlage er bis zu seiner Mündung bleibt; jedoch sind die mesozoischen Schichten im folgenden Talzug linksseits lange von lössführenden Fließerden aus quartärer Ablagerung überdeckt, denen am rechten Hang durch Rebflurbereinigung gestörte Hänge gegenüberliegen. Die auf dieser Seite höheren Hänge reichen, nach dem überwiegend innerhalb liegenden Hochebenensporn um den Friedrichshof, im weiteren Verlauf bis hoch zur Kieselsandsteinkante. Das schmale Aienlehmband um den Bach beginnt schon in Eichelberg.
Im Einzugsgebiet gibt es einige amtlich als Geotope ausgewiesene Aufschlüsse der mesozoischen Schichten im Einzugsgebiet vom Gipskeuper bis hinauf zum Stubensandstein, die durchweg auf der östlichen Waldhochebene oder an ihrem Anhängen gelegen sind.

## Schutzgebiete
Der überwiegende Teil des Einzugsgebietes bis unterhalb des Rückhaltebeckens liegt im Naturpark Schwäbisch-Fränkischer Wald, ungefähr die offenen Anteile davon abzüglich der Ortsflur gehören zum Landschaftsschutzgebiet Oberes Sulmtal mit Randhöhen. Die Höhenlagen vom Kieselsandstein aufwärts um den Friedrichshof und im Südosten sind Teil eines großen Wasserschutzgebietes in der weiteren Umgebung Löwensteins.

### LUBW
Amtliche Online-Gewässerkarte mit passendem Ausschnitt und den hier benutzten Layern: Lauf und Einzugsgebiet des Wilhelmsbachs

Allgemeiner Einstieg ohne Voreinstellungen und Layer: Daten- und Kartendienst der Landesanstalt für Umwelt Baden-Württemberg (LUBW) (Hinweise)
1. 1 2 3 4  Höhe nach schwarzer Beschriftung auf dem Hintergrundlayer Topographische Karte.
2. 1 2 3  Länge nach dem Layer Gewässernetz (AWGN).
3. 1 2 3  Einzugsgebiet aufsummiert aus den Teileinzugsgebieten nach dem Layer Basiseinzugsgebiet (AWGN).
4. 1 2  Seefläche nach dem Layer Stehende Gewässer.
5. ↑  Einzugsgebiet nach dem Layer Basiseinzugsgebiet (AWGN).
6. ↑  Höhe nach dem Höhenlinienbild auf dem Hintergrundlayer Topographische Karte.
7. 1 2  Länge abgemessen auf dem Hintergrundlayer Topographische Karte.
8. 1 2  Einzugsgebiet abgemessen auf dem Hintergrundlayer Topographische Karte.
9. ↑  Technische Daten des Hochwasserrückhaltebeckens nach dem Layer Stauanlage.
10. ↑  Geotope lokalisiert der Layer Geotop, zumindest rudimentäre Beschreibungen sind dort abfragbar.
11. ↑  Schutzgebiete nach den einschlägigen Layern.

### Andere Belege
1. ↑  Abfluss-BW - Daten und Karten
2. ↑  Wolf-Dieter Sick: Geographische Landesaufnahme: Die naturräumlichen Einheiten auf Blatt 162 Rothenburg o. d. Tauber. Bundesanstalt für Landeskunde, Bad Godesberg 1962. → Online-Karte (PDF; 4,7 MB)
3. ↑  Geologie nach den Layern zu Geologische Karte 1:50.000 auf: Mapserver des Landesamtes für Geologie, Rohstoffe und Bergbau (LGRB) (Hinweise). Etwa dasselbe Bild zeigt die unter → Literatur aufgeführte geologische Karte.